# Tecnologia de suport
Una tecnologia de suport és qualsevol producte (incloent-hi dispositius, equips, instruments, tecnologia i programari) que és usat per a incrementar, mantenir o millorar les capacitats funcionals de persones amb discapacitat. L'específica per a les persones amb trastorn visual és la Tiflotècnia.
Aquest tipus de tecnologia pot ser comú del mercat, especial o adaptat per al seu ús. L'ús d'aquestes tecnologies és permanent mentre existeixi la discapacitat de l'usuari. El desavantatge és que es troben disponibles a la venda només en les ciutats i això incrementa els costos per als qui viuen allunyats d'aquestes.

## Normativa
- Llei Orgànica 2/2006, de 3 de maig d'Educació, modificada per la Llei Orgànica 8/2013, de 9 de desembre, per a la millora de la qualitat educativa, que estableix que les administracions educatives disposaran els mitjans necessaris perquè tot l'alumnat assoleixi el màxim desenvolupament personal, intel·lectual, social i emocional, així com els objectius establerts amb caràcter general, i que per aconseguir els fins assenyalats, disposaran del professorat de les especialitats corresponents i dels professionals qualificats, així com dels mitjans i materials necessaris per a l'adequada atenció a l'alumnat amb necessitats específiques de suport educatiu.
- Reial Decret Legislatiu 1/2013, de 29 de novembre, pel qual s'aprova el Text Refòs de la Llei General de drets de les persones amb discapacitat i de la seva inclusió social, que explicita que correspon a les administracions educatives assegurar un sistema educatiu inclusiu en tots els nivells educatius, prestant atenció a la diversitat de necessitats educatives de l'alumnat amb discapacitat, mitjançant la regulació de suports i ajustos raonables per a l'atenció dels que precisen una atenció especial d'aprenentatge o d'inclusió.

## Objectius
1. Permetre la màxima eficàcia en el moviment independent.
2. Evitar el màxim possible l'aparició de lesions i deformacions.
3. Permetre independència funcional.
4. Projectar una imatge corporal saludable, atractiva i vital.
5. Minimitzar el cost de l'equip necessari a llarg o curt termini.

## Perifèrics informàtics
N'hi ha de dos tipus:
- Ajudes ortopèdiques no informàtiques: com el capçal licorni, el cobertor de teclat, un punxó per prémer les tecles…, que poden complementar les adaptacions necessàries per facilitar l'accés a les TIC.
- Ajudes ortopèdiques electròniques: com ratolí de bola, multimouse… Són adaptacions dels perifèrics de l'ordinador, constitueixen una altra font de recursos d'utilitat a l'hora d'organitzar l'adaptació de les TIC a les persones amb discapacitat.

Una altra forma d'adaptar les TIC consisteix en la utilització de programes informàtics pensats específicament per facilitar l'accés a altres programes. Serien programes "transparents".

## Entitats
Entre les entitats per poder assessorar en ajudes tècniques hi ha CRID (consorci de recursos i documentació per a l'autonomia), CEAPAT (centre estatal d'autonomia personal i ajudes tècniques, depèn del inserso), UTAC-Sirius, i B&J Adaptaciones.